# إنريكي بيريز (مجدف)
إنريكي بيريز (بالإسبانية: Enrique Pérez Soler)‏ هو مجدف إسباني، ولد في 26 ديسمبر 1896 في برشلونة في إسبانيا، وتوفي بنفس المكان في 1 نوفمبر 1994.

## وصلات خارجية
- إنريكي بيريز على موقع الاتحاد الدولي للتجديف (الإنجليزية)
- إنريكي بيريز على موقع أوليمبيديا (الإنجليزية)